# Neocron 2: Beyond Dome of York
 (décembre 2012).
Si vous disposez d'ouvrages ou d'articles de référence ou si vous connaissez des sites web de qualité traitant du thème abordé ici, merci de compléter l'article en donnant les références utiles à sa vérifiabilité et en les liant à la section « Notes et références ».
Neocron 2: Beyond Dome of York est un jeu de rôle en ligne massivement multijoueur se déroulant dans un monde cyberpunk et apocalyptique du XXVIIIe siècle, inspiré du monde de Shadowrun. Il fait suite à Neocron.
Le joueur évolue dans une des factions qu'il souhaite servir et promouvoir, chacune ayant ses intérêts et motivations propres.
Le jeu a été développé par le studio allemand Reakktor Media et est sorti en septembre 2004 succédant à Neocron premier du nom, sorti en 2002. Tardivement disponible en version boîte en France (fin 2005 par Atari), le jeu a été d'abord téléchargeable avec la possibilité d'acheter une clé de déblocage en ligne.

## Système de jeu
Dans Neocron, le joueur gagne des points d'expérience principalement en chassant des monstres (mobs), mais également grâce au craft en général. Tout se joue en temps réel, comme un jeu de tir subjectif. Il existe également des missions et quêtes utiles pour augmenter ses caractéristiques.
Lors des séances de chasse, le joueur à la possibilité de tuer divers monstres habitant les Terres Brûlées ou bien d'explorer des caves de diverses sortes (Swamp, Chaos, Ceres, etc.) comme un jeu de rôle classique de type Donjons et Dragons.
Pour développer une caractéristique, il faut utiliser les compétences associées à la manière de Morrowind. Ainsi, pour augmenter sa dextérité, le joueur peut utiliser des armes de précision comme le pistol combat ou le rifle combat. Il gagne ainsi des points qu'il peut distribuer. En encaissant des dommages, la constitution du personnage augmentera. D'une façon générale l'acquisition de niveaux (montée en niveaux) est relativement aisée dans Neocron 2.

### Les conflits entre joueurs
Pour les combats entre joueurs, on distingue deux types. Les combats de rue (ou libre) et les combats sur les avant-postes.
Les combats de rue sont des conflits spontanés, sans règles et ayant lieu n'importe où, comme il est possible à tout moment de se faire attaquer par un ennemi ou un allié qui subira cependant des pénalités de réputation s'il vous tue (SoulLight). Des zones sécurisées existent et n'autorisent pas ce genre de combat, comme les quartiers généraux de factions. Tout personnage tué laisse tomber sa ceinture à l'endroit de sa mort. Cette ceinture contient un objet pris aléatoirement dans son inventaire. Pour l'ouvrir, des compétences en hacking sont indispensables. Plus la réputation (SoulLight) du personnage mort est élevée, plus sa ceinture sera difficile à ouvrir. Inversement, un personnage tué avec une SoulLight (ou "SL") très basse, donc considéré comme un criminel recherché (c'est-à-dire négative) verra sa ceinture remplie de la plupart de ses implants/armes/objets, et pourrait se retrouver totalement dépouillé de ses effets.
Les combats sur les avant-postes (outpost, ou OP) consistent à des prises de points stratégiques dans les Terres Brûlées, conférant ainsi divers bonus. Dans ces zones de combat, les joueurs ne perdent pas de ceinture. Pour prendre un avant-poste, il est nécessaire d'ouvrir (hacker) quatre barrières, dont la dernière se trouve dans HackNet (un monde virtuel de type matrice, qui permet de relier des points très éloignés dans le monde réel entre autres, ou encore de pirater des bases de données de factions ennemies). Dès qu'une attaque est commencée, c'est-à-dire dès l'ouverture de la première barrière, le clan à qui appartient le post-avancé est prévenu et peut dès lors organiser sa défense. Le clan défenseur peut également être averti par la destruction d'une tourelle de sécurité du dit OP par l'ennemi.

### Craft et Social
Le Craft (artisanat) est varié et bien pensé. Du Constructeur au Chercheur, en passant par le Barter (négociant), le Réparateur, le Recycleur ou encore le Poker (implanteur), les fans de crafting seront ravis d'autant qu'ils seront des éléments indispensables à tous les autres joueurs. 
Toute arme/armure/implant peut faire l'objet d'une construction par un procédé en plusieurs étapes : un chercheur doit faire un plan de l'objet désiré, un constructeur se chargera de façonner l'objet, qui sera d'une qualité proportionnelle à son niveau de craft. Donc tout objet de ce type ramassé sur un mob se voit reproductible et améliorable.
En outre, chaque objet a une durée de vie limitée : en effet, son niveau de résistance s'amoindrira avec le nombre de réparations subies!
Au sein de chaque Faction, les joueurs ont la possibilité de créer des Clans (ie. guildes) disposant, tout comme chaque joueur, de leur propre appartement. Les joueurs disposent également d'un système de forums et de mails directement dans le jeu afin de communiquer entre eux. En outre, un système de Bourse appelé StockX permet aux runners de spéculer sur les actions des firmes néocroniennes.
La possession de divers OP permet d'accéder à des bonus de craft spécifiques (ainsi posséder un laboratoire conférera un bonus aux chercheurs du clan occupant l'OP, une usine augmentera la capacité des constructeurs, une mine la capacité en recyclage, etc.)

## Le jeu

### Les factions
Au début du jeu, vous pourrez choisir d'appartenir à l'une des 12 factions du monde de Neocron. Suivant la faction choisie, votre ville de départ sera Neocron ou le Dome d'York. En voici une brève description.
- CityAdmin (CA) : Faction policière et judiciaire au service de l'administration dictatoriale de la ville de Neocron dirigée par le président Lioon Reza. Ils représentent directement le pouvoir central instauré dans Neocron.
- Devise CA: Pour Reza, Pour Neocron, Pour le peuple.
- BioTech Industries Inc. (BT) : Corporation néocronienne spécialisée dans le développement d'implants de tous types: osseux, cérébraux, etc.
- Devise BT : L'évolution personnalisée.
- Diamond Immobilier (Dimaond Real Estate/DRE) : Corporation néocronienne immobilière ayant la mainmise sur l'immobilier de la ville de Neocron.
- Devise DRE : Votre Mode De Vie.
- ProtoPharm Inc. (PP): Corporation néocronienne développant une large gamme de produits pharmaceutiques et thérapeutiques (Medikits, pilules LoMs, etc.).
- Devise PP : Votre Espoir. Votre Force. Votre Remède.
- Tangent Technologies Inc. (TT) : Corporation néocronienne dont le créneau est le développement et la recherche sur les armes. Cette société est également à l'origine des systèmes et réseaux informatiques 'CityCom'.
- Devise TT : Dans les armes la vérité.
- NEXT: La Neocron Exploration Technology Incorporated fabrique la majeure partie des véhicules de Neocron et est également chargé du réseau de Métro néocronien et de la conquête spatiale.
- Devise NEXT : Ou que vous alliez - choisissez NEXT.
- Le Clan du Dragon Noir (Black Dragon/BD) : Organisation mafieuse dont l'empire repose sur la création et la diffusion de drogues.
- Devise BD : Notre offre ne se refuse pas.
- Les Gardiens du Crépuscule (Twilight Guardian/TG) : Communauté de combattants formant une véritable armée organisée dans le but de déstabiliser le pouvoir de Neocron et de le renverser, contestant sa légitimité, et pronant le rétablissement de la démocratie.
- Devise TG : La liberté est notre loi !
- Syndicat Tsunami (Tsu) : Organisation mafieuse vivant des revenus et de l'organisation de la prostitution et de jeux clandestins (peep-show, maisons closes, casinos, etc.)
- Devise TSU : Votre plaisir, c'est notre affaire.
- La Fraternité de Crahn (Crahn) : Secte spirituelle et religieuse visant à répandre sa foi tout en améliorant les pouvoirs psychiques des êtres vivants.
- Devise Crahn : 1.Modifier, 2.Manipuler, 3.Adopter.
- Les Anges Déchus (Fallen Angels/FA) : Communauté de savants ayant fondé la cité souterraine scientifique de TechHaven dans le but de réfléchir et travailler à l'amélioration des conditions de vie dans ce monde apocalyptique.
- Devise FA : Seuls les esprit libres peuvent créer une société libre.
- CityMercs (CM) : Postés dans la Base Militaire, ces Mercenaires neutres dans le conflit opposant Neocron au Dome d'York acceptent tous types de contrats (assassinats, prises d'OutPosts, escortes, etc.).
- Devise CM : Nous traitons presque tous vos problèmes.

Les rapports entre les diverses factions  orientent clairement le Role Play (RP)des joueurs. En effet, il existe trois types de relations entre elles : alliées, neutres ou ennemies qui sont directement liées au climat politique et à l'histoire du monde de Neocron. En outre, hormis certaines zones spécifiques, il n'existe aucune règle quant au comportement à adopter envers  ses voisins, il est donc tout à fait possible de s'allier à une faction ennemie comme de combattre une faction alliée. La complexité de ces rapports ajoute un intérêt tout particulier sur le plan du jeu de rôle, de nombreuses possibilités diplomatiques complexes s'avérant envisageables.

### Les classes de personnages
Neocron 2: Beyond Dome of York propose quatre classes de personnage.
- Le Privé : Classe équilibrée mais non spécialisée. Il s'agit de l'archétype polyvalent par excellence.
- L'Espion : Doté d'une grande intelligence, la finesse et la subtilité sont les maîtres-mots de l'Espion. Sa résistance physique est néanmoins faible.
- Le GenTank : À l'inverse de l'espion, le GenTank est la force physique incarnée, prédisposé à encaisser les coups. Son intelligence et ses capacités psychiques sont cependant fortement limitées.
- Le Moine Psi : Muni de capacités mentales surdéveloppées de type télékinésique ou psychokinétique, le Moine Psi peut être un véritable Damage Dealer ou bien un Healer (soigneur) de première classe. Quoi qu'il en soit, ses résistances physiques sont peu élevées.

### Les professions
Il existe 13 professions dans Neocron 2 : Beyond Dome of York. Rien ne vous empêche d'en exercer plusieurs à la fois même si vous serez moins spécialisé et donc un peu moins efficace. En outre, chaque profession est réservée à une ou plusieurs classes de personnage.
- Assassin : Spécialisé dans les Rifles (Fusils), l'Assassin est très efficace dans les combats à longue distance.
- Driver : Le Driver est capable de conduire tous les types de véhicules armés ou non et à une importance stratégique lors des combats.
- Engineer : L'Engineer est un spécialiste de la construction dans Neocron et à ce titre indispensable pour les besoins en armes, armures & objets divers des runners.
- Field Medic : Le Field Medic est la profession qui fera de vous un véritable soigneur capable de prodiguer heals et buffs.
- Hacker : Le Hacker de Neocron est capable de hacker les belts des runners morts contenant un de leurs objets mais est également un acteur majeur des prises d'OutPosts. Il peut également se rendre dans le HackNet (matrice) afin de pirater des bases de données et ainsi récupérer divers objets.
- Infiltrator : Spécialisé dans les Pistols (Pistolets), l'Infiltrator est surtout efficace en combat rapproché.
- Inquisitor: L'Inquisitor possède des pouvoirs psychiques lui conférant des pouvoirs psi agressifs aux dommages énormes.
- Preacher : Le Preacher est un hybride entre le Field Medic et l'Inquisitor.
- Rigger : Le Rigger est capable de commander à distance des Drônes puissants aux utilités diverses.
- Scientist : Il s'agit du chercheur de Neocron, il est capable de créer des plans de tous les objets du jeu, ces plans étant indispensables aux constructeurs pour fabriquer des items.
- Smuggler : Appelé aussi Barter, il s'agit d'une profession de négociant. Le Smuggler achète moins cher les objets auprès des PNJ (Personnages Non Joueurs) et peut leur revendre plus cher ce dont il n'a pas besoin.
- Soldier : Le Soldier est le combattant par excellence, capable de manier des armes lourdes et dévastatrices.
- Street Samurai : Combattant spécialisé dans l'utilisation des armes blanches de types griffes, poings américains, épées laser, etc.

## Développement
Depuis début décembre 2005, Neocron est passé en évolution 2.1, c'est-à-dire plusieurs améliorations graphiques et modification de certains aspects du gameplay.
Le 12 mars 2007, Neocron est passé en évolution 2.2. Les caractéristiques et mécanismes de base ont été entièrement modifiés donnant un tout nouveau visage aux classes de personnages et donc au PvP et au PvE. Enfin, de nouveaux objets et véhicules ont été introduits.
Depuis septembre 2012, Neocron 2 est entièrement gratuit et désormais administré par une équipe de bénévoles.